# Centrale solaire photovoltaïque de Cestas
La centrale solaire photovoltaïque de Cestas est une centrale solaire photovoltaïque, la plus grande d'Europe lors de son inauguration le 1er décembre 2015, située à Cestas, au sud de Bordeaux sur une superficie de 260 hectares pour une puissance globale de 300 MWc.

## Puissance crête et production énergétique
Vingt-cinq « petites centrales » de 12 MWc sont connectées entre elles et raccordées au réseau très haute tension de RTE.
La centrale affiche une puissance de 300 MWc pour une production annuelle estimée à 350 GWh, ce qui correspond à la consommation annuelle domestique (hors chauffage) de toute la commune de Bordeaux (soit environ 240 000 habitants), mais moins de 0,1 % de la production électrique annuelle française.
Cette centrale permet à elle seule une augmentation de plus de 6 % de la production brute d'électricité photovoltaïque en France hors outre-mer par rapport à la production de 2014, qui s'était élevée à 5 500 GWh.
Au moment de son inauguration, Cestas était le plus grand parc solaire d'Europe.  La centrale compte un million de modules en silicium polycristallin.
Grâce à l'alignement est-ouest des modules photovoltaïques, la production par hectare (de terrain et non de panneaux) est deux à trois fois supérieure à celle d'une centrale de même taille orientée nord-sud, en permettant d'économiser l'espace entre les rangées de modules. Ainsi, la densité surfacique de puissance moyenne prévue est d'environ 15 W/m2, contre 3 à 8 W/m2 pour les autres projets de centrale photovoltaïque en France métropolitaine (Losse, la Colle des Mées, Toul-Rosières, etc.).

## Opérateurs
La société Neoen est propriétaire du sol et porteuse du projet. Elle détient 40 % de la centrale, les 60 % restants étant la propriété d'autres actionnaires. Neoen a choisi d'en confier la réalisation à un consortium mené par l'entreprise Clemessy (filiale du groupe français Eiffage, chargée de la conception, de la construction et de la maintenance de la centrale) en partenariat avec Schneider Electric et la branche française de Krinner,.

## Exploitant
La société Neoen a confié l'exploitation et la maintenance du site à la société française Clemessy.

## Histoire
Sa construction a démarré en novembre 2014 pour une mise en service en octobre 2015,. L'inauguration effective a eu lieu le 1er décembre 2015. La centrale est directement reliée au réseau de transport de l’électricité. Le prix de vente de son électricité à EDF a été fixé alors à 105 €/MWh pendant vingt ans, un prix légèrement inférieur à celui estimé par la Cour des comptes pour le réacteur EPR de Flamanville (110 à 120 €/MWh) et égal au prix garanti aux réacteurs EPR de la centrale nucléaire de Hinkley Point en cours de construction en Angleterre.
Neoen a utilisé pour construire cette centrale des panneaux fournis par les trois premiers fabricants mondiaux (Yingli, Trina Solar et Canadian Solar), mais a choisi des groupes français pour l’installation et les systèmes électriques : Clemessy, filiale d’Eiffage, a piloté le projet, Nexans a fourni les 4 000 km de câbles électriques et Schneider Electric le poste haute tension, les transformateurs et les onduleurs.
Un système de construction en flux tendu a été conçu, avec le transport des panneaux in situ par de petites plates-formes tirées par des tracteurs, qui ont aussi permis d'optimiser et faciliter le travail des ouvriers (jusqu'à 250 durant le pic d'activité du chantier). Jusqu'à 15 000 modules (soit près de 5 MWc) ont pu être ainsi posés par jour.

## Investissement et prix de vente
L'investissement total s'élève à 360 millions d'euros. L'électricité, non pilotable, est revendue à EDF au prix de 104,5 €/MWh. À titre de comparaison, le prix de l'électricité pilotable du futur EPR anglais est annoncé à 109 €/MWh (92,5 £/MWh). Le coût de l'électricité pilotable du nucléaire historique est d'environ 50 €/MWh, selon les estimations.

## Critiques
L'association de défense de l'environnement SEPANSO dénonce un « mastodonte industriel implanté en pleine nature » qui « contribue à l’artificialisation des sols, à la fragmentation des territoires, et à un appauvrissement de la biodiversité ». Elle remarque que « la centrale de Cestas produit en moyenne chaque année 350 GWh d’électrons dits « verts », soit environ 5 % de la production électrique d’un des quatre réacteurs du Blayais. Ce qui veut dire qu’il faudrait environ 5 340 hectares de panneaux photovoltaïques aussi denses, pour produire annuellement autant d’électricité qu’un réacteur de 900 MW ». Elle préconise que « ces panneaux doivent être installés prioritairement sur les milliers d’hectares de sols déjà anthropisés et sur les toitures, et non pas dans les espaces naturels, agricoles et forestriers ».